# Цилиндр (двигатель)

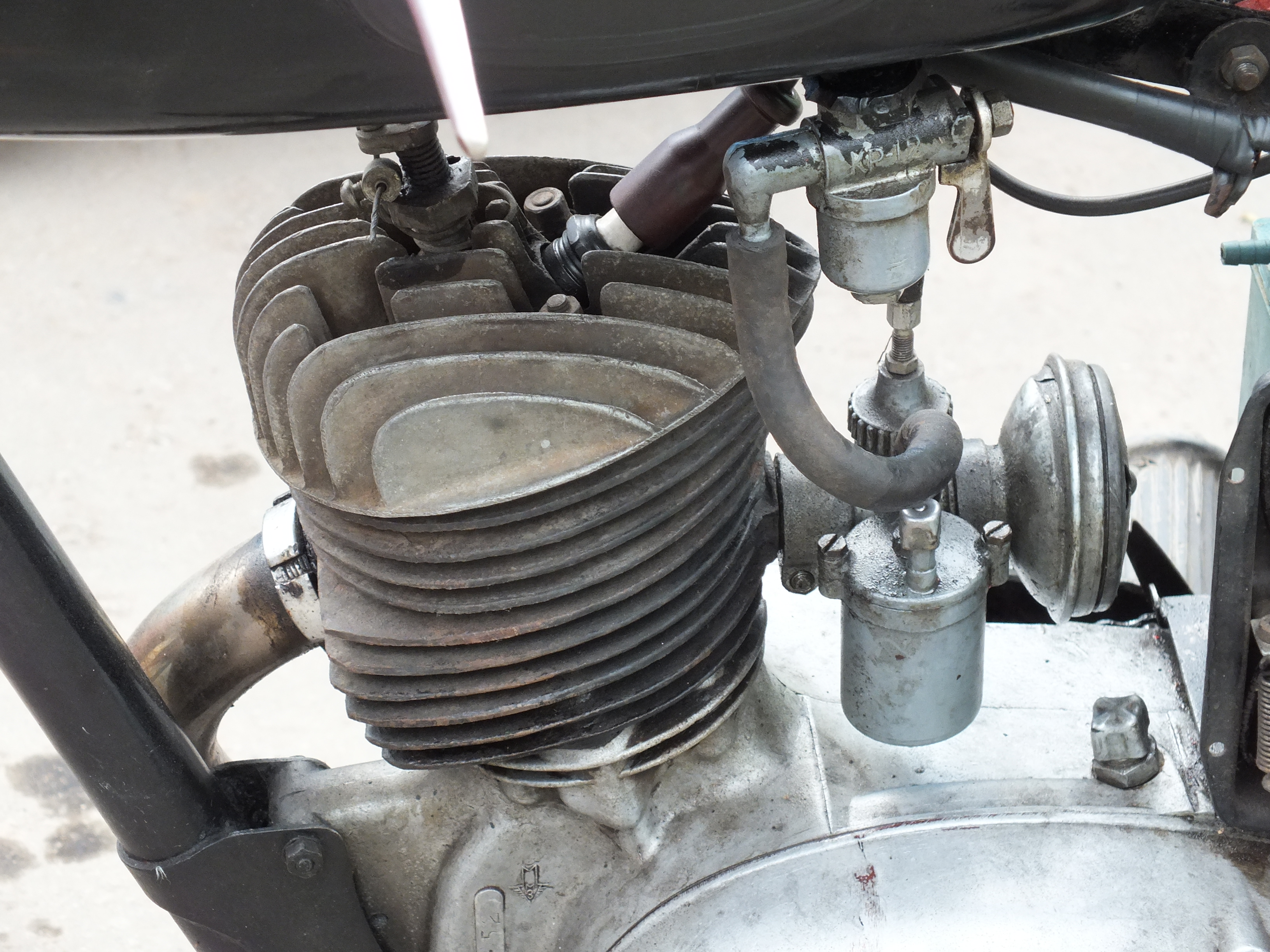
Цилиндр и головка цилиндра двигателя воздушного охлаждения (мотоцикл «Москва» М1А).

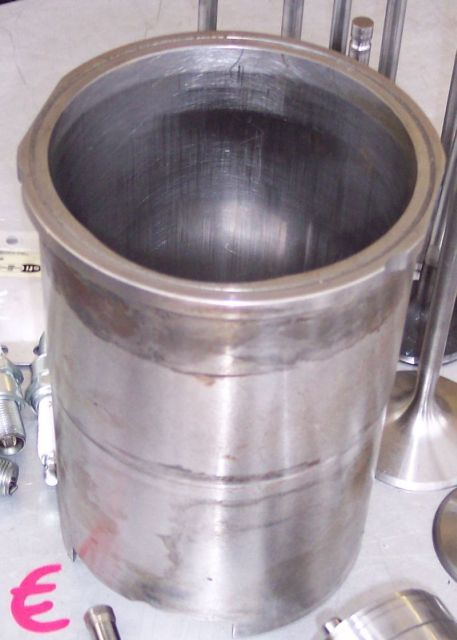
Гильза цилиндра

Цили́ндр поршневого двигателя внутреннего сгорания представляет собой рабочую камеру объемного вытеснения.

Работа четырёхтактного двигателя внутреннего сгорания.

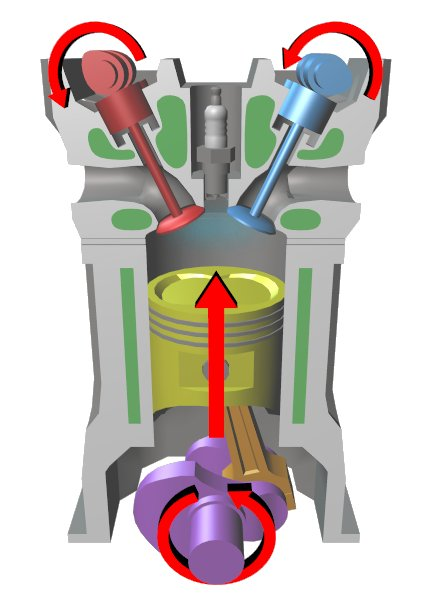
Цилиндр в сборе с головкой и шатунно-поршневой группой.

Внутренние и наружные части цилиндров испытывают различный нагрев и обычно выполняются отдельно:
- внутренняя — рабочая втулка или гильза цилиндра
- наружная — рубашка (у двигателей воздушного охлаждения рубашка имеет рёбра для эффективного отвода тепла)

Пространство между ними называется зарубашечным, в двигателе с водяным охлаждением тут циркулирует охлаждающая жидкость.
В подавляющем большинстве случаев рубашки цилиндров выполняются в виде одной отливки для всего ряда цилиндров и называются блоком цилиндров. Рубашки и корпус блока цилиндров изготавливают обычно из того же материала, что и станина двигателя. Блоки цилиндров в большинстве случаев не имеют вставных гильз, отливаются целиком.
Внутренняя поверхность втулки или гильзы цилиндра является рабочей и называется зеркало цилиндра. Она подвергается специальной обработке (хонингование, хромирование, азотирование) с высокой точностью и имеет очень высокую чистоту. Иногда на зеркало цилиндра наносят специальный микрорельеф, высота которого составляет доли микрометров. Такая поверхность хорошо удерживает масло и способствует снижению трения боковой поверхности поршня и колец о зеркало цилиндра. В современных конструкциях поверхность часто подвергают отбеливающему переплаву лазером с образованием слоя белого чугуна высокой твёрдости. Высокий ресурс таких цилиндров не требует ремонтных размеров.
Гильзы отливают из чугуна высокой прочности или специальных сталей. Существует варианты гальванического покрытия хромом или никосилом алюминиевого цилиндра (объединённого конструктивно с головкой) на двигателях небольшой размерности.
Цилиндры двухтактных двигателей отличаются по конструкции от цилиндров 4-тактных двигателей наличием выпускных и продувочных окон. Кроме того, у цилиндров двухтактных двигателей двойного действия имеется в наличии нижняя крышка для образования рабочей полости под поршнем.